# Matching-Fund
Unter Matching-Fund (in den USA auch Matching-Grant) versteht man eine Form der komplementären Finanzierung für kulturelle Institutionen bzw. Non-Profit-Organisationen. Gemeint ist damit, dass die Auslobung öffentlicher Mittel untrennbar mit dem Einwerben privater Mittel in einer bestimmten Höhe verbunden ist. 

## Zweck
Diese Art der Finanzierung wird genutzt, um bestimmte Vorhaben wie Anschubfinanzierung, Immobilienerwerb oder Projektfinanzierung mit Stiftungsgeldern zu unterstützen. Die Stiftung wird dabei prüfen, ob der Antrag für einen Matching Fonds dem Stiftungszweck und dem Förderrahmen entspricht, der in der Stiftungssatzung festgelegt ist. 
Diese Finanzierungsform eines Matching Fonds kann sowohl ein Gemeinnütziger Verein, eine Initiative von Menschen, ein freier Träger oder eine gemeinnützige GmbH nutzen. Die Stiftung möchte damit eine breitere Anteilnahme an einem Projekt sicherstellen und viele Menschen für diesen Gedanken bzw. Zweck zusammenbringen.
Beispiel:
Es einigen sich ein Geldgeber (Bank, Mäzen etc.) und ein gemeinnütziger Verein, Spenden in einer vorher festgelegten Höhe einzusammeln. Wird das festgelegte Ziel in der vorher bestimmten Periode erreicht, zahlt der Geldgeber je nach Vereinbarung den gleichen Betrag oder den doppelten Betrag dazu.

## Vorteile
Die Vorteile eines solchen Systems sind zuallererst die Entlastung der öffentlichen Hand. Zudem können so Projekte gefördert werden, die sonst nicht möglich wären. Insgesamt ist von einer breiten Akzeptanz in der Gesellschaft auszugehen, da die Art der Finanzierung gerechter wirkt.

## Durchführung

### In den USA
In den USA ist dies eine sehr gängige Form der Kulturförderung, die vom National Endowment of the Arts gesteuert wird. Diese Institution legt fest, welche Institutionen und Projekte das vergleichsweise wenige Geld bekommen und trägt einen Anteil von höchstens fünfzig Prozent der Gesamtkosten zu einem Projekt bei (in der Regel beträgt die Förderung aber 1:3 - 1 staatlicher Dollar zu 3 privaten Dollars). Ein solches System trägt das Ziel, die private Finanzierung von Kultur anzukurbeln. Es funktioniert als eine Art Anschub-Finanzierung. 

### In Deutschland
In Deutschland wird solch eine Art der Finanzierung nur sehr zögerlich betrieben. Zudem wird hier umgekehrt vorgegangen. Der Staat legt nicht fest, eine bestimmte Summe zu geben, wenn eine bestimmte Summe privat eingeworben wird, sondern er gibt die Zusage, jede neu erbrachte private Spende in einem bestimmten Verhältnis aufzustocken. Dies ist ein Anreiz besonderer Art, da die Förderung nach oben offen ist.

### In Österreich
In Österreich besteht mit der Matching-Funds-Initiative des Österreichischen Wissenschaftsfonds FWF ein auf komplementärer Finanzierung basierendes Modell zur Förderung exzellenter Grundlagenforschung. Exzellent begutachtete Projekte, die der FWF alleine aus seinem Budget (aus Bundesmitteln) nicht finanzieren kann, werden durch eine Kofinanzierung des Bundeslands (aus Landesmitteln), in dem das Projekt angesiedelt ist, realisiert. Derzeit bestehen Matching-Funds-Vereinbarungen mit Kärnten, Niederösterreich, Oberösterreich, Salzburg, Steiermark, Tirol und Vorarlberg.